# Bematistes latifasciata
Bematistes latifasciata är en fjärilsart som beskrevs av Sharpe 1892. Bematistes latifasciata ingår i släktet Bematistes och familjen praktfjärilar. Inga underarter finns listade i Catalogue of Life.